# Eta Sagittae
Eta Sagittae (η Sagittae, förkortat Eta Sge, η Sge) som är stjärnans Bayerbeteckning, är en ensam stjärna belägen i den nordöstra delen av stjärnbilden Pilen. Den har en skenbar magnitud på 5,09 och är svagt synlig för blotta ögat. Baserat på parallaxmätning inom Hipparcosuppdraget på ca 20,3 mas, beräknas den befinna sig på ett avstånd av ca 160 ljusår (ca 49 parsek) från solen. Det är drygt 60 procent sannolikhet för att den tillhör Hyaderna - Plejadgruppen av stjärnor som har en gemensam rörelse genom rymden.

## Egenskaper
Eta Sagittae är en orange till röd jättestjärna av spektralklass K2 III och genererar energi genom fusion av helium i dess kärna. Den har en massa som är 70 procent större än solens massa, en radie som är 7 gånger så stor som solens och utsänder från dess fotosfär ca 26 gånger mer energi än solen vid en effektiv temperatur på ca 4 780 K.